# 73 Klytia
A 73 Klytia a Naprendszer kisbolygóövében található aszteroida. Horace Parnell Tuttle fedezte fel 1862. április 7-én.